# HD 197101
HD 197101，又名BD+55 2444，SAO 32763、HR 7916，是一颗恒星，视星等为6.48，位于銀經92.63，銀緯8.8，其B1900.0坐标为赤經20h 36m 24.9s，赤緯+55° 8.8′ 9″。